# Hyung Min-woo
형민우
Œuvres principales
Première œuvre : Le Champion de judo
Autres ouvrages :
- Priest

Dans ce nom coréen, le nom de famille, Hyung, précède le nom personnel.
Hyung Min-woo (en coréen : 형민우) est un manhwaga né le 14 avril 1974 à Séoul en Corée du Sud.

## Biographie
Hyung Min-woo commence sa carrière de manhwaga en 1994 avec Le champion de judo prépublié dans le magazine coréen Champ.
En 1998, il commence la série Priest. Le succès du manhwa lui vaut une adaptation libre en film, s'inspirant seulement dans les grandes lignes de la série, réalisé par Scott Stewart avec Paul Bettany, Cam Gigandet, Maggie Q, sorti en 2011. JCEntertainment a également sorti en 2003 un MMORPG basé sur le manhwa.